# الأدب القبطي

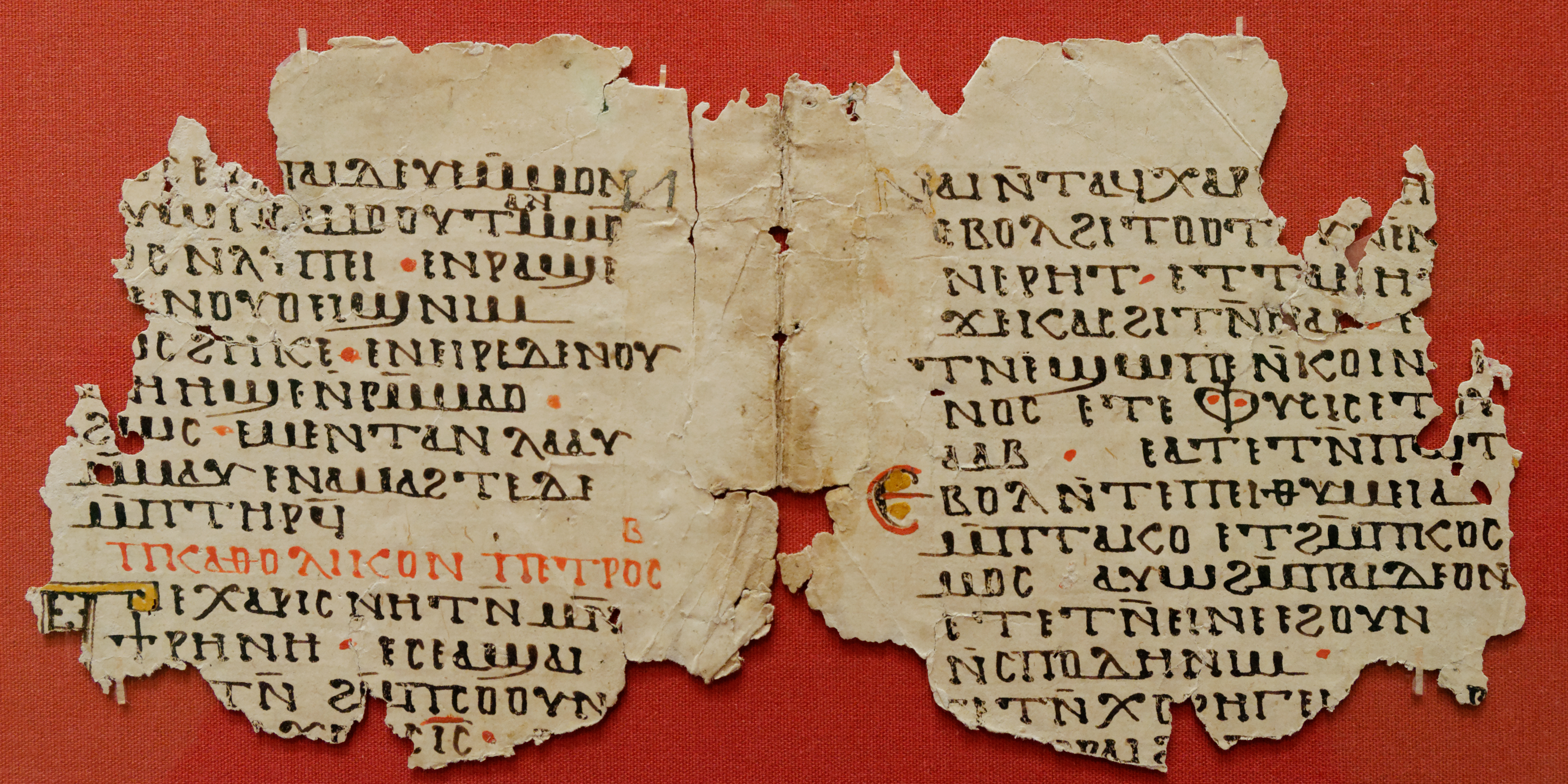
مقتطف من رسالة القديس بولس الثانية إلى أهل كورنثوس، ورسالة القديس بطرس الثانية. صفحتان مجزأتان من مخطوطة طقسية من الدير الأبيض بسوهاج.

الأدب القبطي هو مجموعة الكتابات في اللغة القبطية المصرية، وهي المرحلة الأخيرة من اللغة المصرية الأصلية. وتتألف في الغالب من نصوص مسيحية تعود إلى ما بعد القرن الثاني الميلادي، ولكنها تتضمن أيضًا كتابات قبطية قديمة سبقت العصر المسيحي. كانت هناك محاولات قليلة فقط لتقديم الأدب القبطي بشكل شامل.

## الأدب الديني
انظر أيضًا: مخطوطات نجع حمادي
تعتبر كتابات أنطونيوس الكبير وباخوم وشنودة رئيس المتوحدين من أقدم الأمثلة على الأدب المصري المسيحي في اللغة القبطية. كان شنودة زعيمًا دينيًا شهيرًا استخدم على نطاق واسع لغته القبطية الأصلية بدلاً من اليونانية كما كانت العادة خلال عصره. أدى ذلك إلى زيادة استخدام اللغة القبطية وتوحيدها كلغة أدبية. تمت كتابة معظم الأدب القبطي باللهجة الساحلية حتى القرن الحادي عشر الميلادي.
كانت أقدم الكتابات الأصلية في اللغة القبطية رسائل القديس أنطونيوس المصري أول «آباء الصحراء». خلال القرنين الثالث والرابع كتب العديد من الكنائس والرهبان باللغة القبطية. كان البابا أثناسيوس أول بابا يكتب باللغتين القبطية واليونانية.
ضاع الكثير من الأدب القبطي حيث بدأ الأقباط في استخدام اللغة العربية. يستنكر الأقباط فقدان نصوص مثل نهاية العالم لصموئيل لكنها موجودة الآن باللغة العربية فقط.

## مجموعة مورغان
تضم مجموعة مورغان 58 مجلد اكتُشِفت عام 1910 في مكتبة دير القديس ميخائيل في الفيوم. تتكون مجموعة المكتبة المحلية من حوالي 5000 مجلد، اقتنى المتحف المصري بالقاهرة بعض أجزاء منه.